# وو اون-کیونگ
وو اون-کیونگ (انگلیسی: Woo Eun-kyung؛ زادهٔ ۱۹ اوت ۱۹۶۲) بازیکن زن بسکتبال اهل کره جنوبی بود. وی در بازی‌های المپیک تابستانی ۱۹۸۸ شرکت کرده‌است.